# مجلس اعیان (ژاپن)
مجلس اشراف (به ژاپنی: 貴族院، Kizoku-in) (به انگلیسی: House of Peers) مجلس اعلا ژاپن و جزء دایت امپرالیستی بود که طبق قانون اساسی میجی در امپراطوری ژاپن از ۱۱ فوریه ۱۸۸۹ تا ۳ می ۱۹۴۷ فعالیت می‌کرد.

## انحلال پس از جنگ
پس از جنگ جهانی دوم زیرنظر قانون اساسی ژاپن از تاریخ ۳ می ۱۹۴۷ مجلس اشراف با مجلس مشاوران جایگزین شد.